# 김윤남
김윤남(金允楠, 1924년 6월 25일~2013년 6월 5일)은 대한민국의 원불교 신자이다. 친일파 정치인 김신석의 딸이다. 홍라희, 홍석현의 어머니이자 삼성그룹 회장 이건희의 장모이기도 하다.
1924년 전라남도 목포시 출생으로, 전남여자고등학교를 졸업하고, 이화여자전문학교에 재직중 1943년 전주지방법원 판사로 재직 중이던 홍진기와 결혼했다. 2013년 지병으로 세상을 떠나자 유족은 유산 168억 원 이상을 원불교 서울교구에 전액 기부했다.

## 가족 관계
| 관계   | 이름           | 출생             | 사망            | 직위                                          |
| ------ | -------------- | ---------------- | --------------- | --------------------------------------------- |
| 부친   | 김신석(金信錫) | 1896년 9월 26일  | 1948년 9월 12일 | 조선총독부 중추원 참의                        |
| 부군   | 홍진기(洪璡基) | 1917년 3월 13일  | 1986년 7월 13일 | 중앙일보 회장, 법무부 장관, 내무부 장관       |
| 장녀   | 홍라희(洪羅喜) | 1945년 7월 15일  |                 | 삼성미술관 리움 관장                          |
| 장남   | 홍석현(洪錫炫) | 1949년 10월 20일 |                 | 중앙그룹 회장, 미합중국 특명전권대사          |
| 차남   | 홍석조(洪錫肇) | 1953년 1월 8일   |                 | BGF그룹 회장, 광주고등검찰청 검사장           |
| 삼남   | 홍석준(洪錫埈) | 1954년 9월 17일  |                 | 보광창업투자 회장                             |
| 사남   | 홍석규(洪錫珪) | 1954년 9월 17일  |                 | 보광그룹 회장                                 |
| 차녀   | 홍라영(洪羅玲) | 1956년 1월 15일  |                 | 삼성미술관 리움 총괄부관장, 삼성문화재단 상무 |
| 외손자 | 이재용(李在鎔) | 1968년 6월 23일  |                 | 삼성그룹 회장                                 |
| 외손녀 | 이부진(李富眞) | 1970년 10월 6일  |                 | 호텔신라 사장                                 |
| 외손녀 | 이서현(李敍顯) | 1973년 9월 20일  |                 | 삼성물산 사장                                 |